# Jack Holt
Jack Holt (31 de maio de 1888 – 18 de janeiro de 1951) foi um ator estadunidense que iniciou sua carreira na era do cinema mudo, alcançando a era sonora. Atuou em quase 200 filmes entre 1914 e 1951.

## Biografia

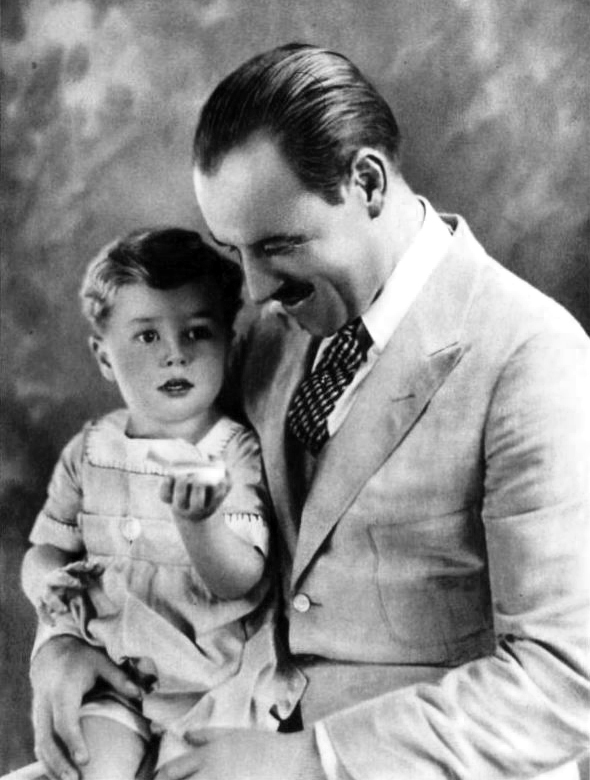
Holt e seu filho, Jack Jr., em 1921.

Nascido em 1888 como Charles John Holt, em Winchester, Virgínia, e quando mudou-se para Manhattan, frequentou a Trinity School. Entrou para o Virginia Military Institute em 1909, mas foi expulso por mau comportamento. Desistiu da ideia de se tornar um advogado e passou a fazer pequenos trabalhos. Triunfalmente montou um cavalo descendo um barranco íngreme através do Russian River, na Califórnia, em uma cena de Salomy Jane (filme de 1914), filme que foi incluído na antologia Treasures 5 The West 1898—1938, pela National Film Preservation Foundation.
Holt parece ter começado no cinema em Hollywood como dublê e atuando em pequenos papéis em seriados para a Universal Pictures, trabalhou como um coadjuvante para Francis Ford, seu irmão John Ford e Grace Cunard.
Holt parece ter personificado a masculinidade áspera, e se tornou um dos protagonistas mais confiáveis da Columbia Pictures, deixando sua marca pessoal em três dramas de ação de Frank Capra: Submarine (1928), Flight (1929) e Dirigible (1931). Suas caracterizações o levaram à continuidade de trabalho para a Columbia através dos anos 1940. Ele chegou a discutir com o chefe do estúdio Harry Cohn que o colocou no seriado Holt of the Secret Service (1941), e deixou a Columbia para ir em busca de outros estúdios.
Seus filhos estabeleceram suas próprias carreiras cinematográficas: Tim Holt em The Treasure of the Sierra Madre (1948), com Jack como um mendigo, e Jennifer Holt, principalmente em filmes western da Universal Pictures. Eles atuaram juntos no episódio Drifty de All Star Western Theater (KNX-CBS Pacific Network, 1946/47), como um trio pai/filho/filha apresentando um esboço dramático e entretenimento adicional por Foy Willing e os Riders of the Purple Sage.
Seu último filme foi Across the Wide Missouri, em 1951, pela MGM.

## Morte
Jack Holt morreu em 1951, aos 62 anos de idade, de Infarto agudo do miocárdio em Los Angeles, Califórnia, e foi sepultado no Los Angeles National Cemetery.

## Contribuição
Jack Holt, por sua contribuição para a indústria do cinema, tem uma Estrela na Calçada da Fama, no 6313-½ Hollywood Blvd.  Holt foi inspiração visual para "Dick Tracy", de Chester Gould, e "Fearless Fosdick", de Al Capp.
Margaret Mitchell, apesar de não ter revelado na seleção para Gone with the Wind (1939), expressa sua preferência por Jack Holt como Rhett Butler, porque seu favorito pessoal, Charles Boyer, tinha um sotaque francês.

## Filmografia parcial
- Salomy Jane (1914) (não-creditado)
- The Master Key (1914)
- The Broken Coin (1915)
- Liberty (1916)

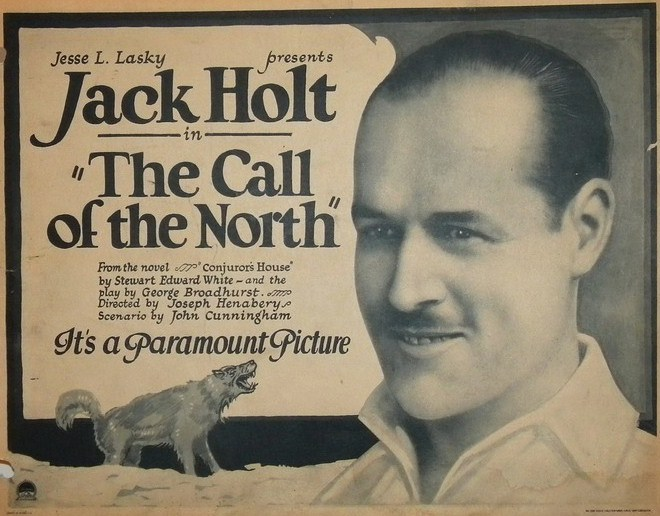
Jack Holt em The Call of the North.

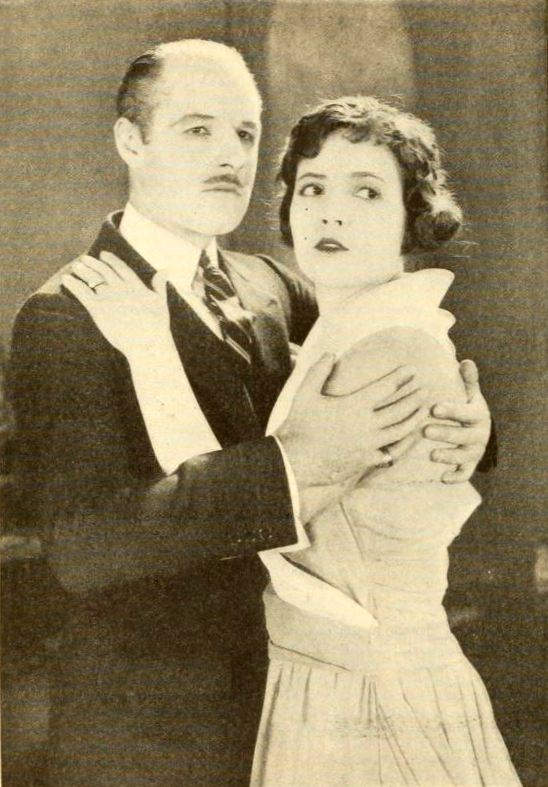
Holt e Louis Wilson em The Lost Romance (1921)

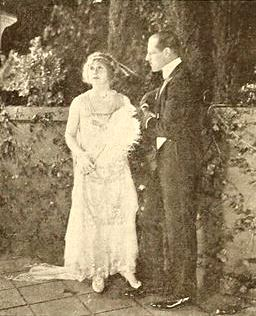
Holt e Bessie Barriscale em The Woman Michael Married (1919).

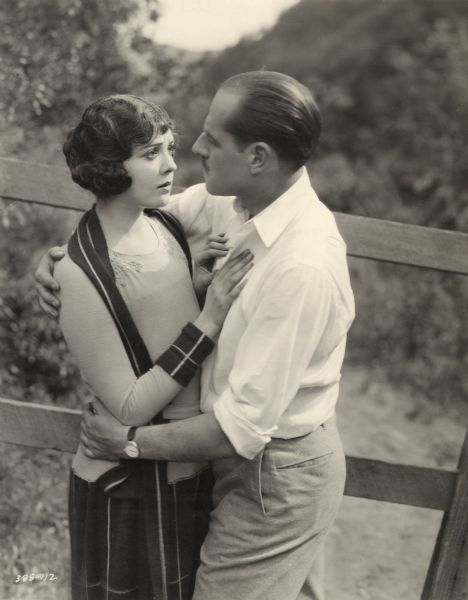
Lila Lee abraça Holt em uma publicidade para o drama silencioso de 1921 After the Show, de William de Mille.

- Joan the Woman (1916) (não-creditado)
- Patria (1917)
- The Little American (1917)
- The Secret Game (1917)
- Headin' South (1918)
- The Marriage Ring (1918)
- The Squaw Man (1918)
- For Better, for Worse (1919)
- Victory (1919)
- The Life Line (1919)
- Crooked Streets (1920)
- The Sins of Rosanne (1920)
- Midsummer Madness (1921)
- All Soul's Eve (1921)
- Ducks and Drakes (1921)
- The Call of the North (1921)
- North of the Rio Grande (1922)
- Making a Man (1922)
- A Gentleman of Leisure (1923)
- Hollywood (1923)
- The Cheat (1923)
- The Marriage Maker (1923)
- Wanderer of the Wasteland (1924)
- Empty Hands (1924)
- North of 36 (1924)
- The Thundering Herd (1925)
- Eve's Secret (1925)
- The Blind Goddess (1926)
- The Tigress (1927)
- The Warning (1927)
- The Smart Set (1928)
- Court-Martial (1928)
- The Water Hole (1928)
- Avalanche (1928)
- Submarine (1928)
- Flight (1929)
- Dirigible (1931)
- White Shoulders (1931)
- Maker of Men (1931)
- Behind the Mask (1932)
- Whirlpool (1934)
- The Littlest Rebel (1935)
- San Francisco (1936)
- Holt of the Secret Service (1941 serial)
- Cat People (1942)
- Thunder Birds (1942)
- They Were Expendable (1945)
- My Pal Trigger (1946)
- Flight to Nowhere (1946)
- The Chase (1946)
- Renegade Girl (1946)
- The Treasure of the Sierra Madre (1948)
- Loaded Pistols (1948)
- The Strawberry Roan (1948)
- Task Force (1949)
- Across the Wide Missouri (1951)